# Coupe couverte
Coupe couverte est une gravure sur cuivre au burin réalisée par maître CC. Il existe des exemplaires conservées à Londres à la British Library, à New York et deux exemplaires à Paris à la BnF dans le département des estampes. Elle mesure 259 × 156 mm.

## Description
Le pied de la coupe comprend un crâne, un satyre allongé, des serpents et de racines. Le haut du pied de la coupe est composé de trois femmes qui tiennent la panse de la coupe. Cette dernière est refermée par un couvert décoré de deux satyres symétriques, ainsi que de deux têtes, elles aussi symétriques, mais aussi de serpents et de branches. Le sommet du couvercle est surmonté par un autre satyre accompagné de deux autres satyres. 